# Louis Faidherbe
Louis Léon César Faidherbe, född 3 juni 1818, död 28 september 1889, var en fransk militär.
Faidherbe blev officer vid ingenjörerna 1842, tjänstgjorde i Algeriet, Guadeloupe och Senegal samt blev 1854 bataljonschef och samtidigt guvernör i Senegal, vilken koloni under Faidherbes ledning betydligt utvidgades. Efter att ha befordrats till brigadgeneral 1863, förflyttades Faidherbe 1865 till Algeriet och blev i november 1870 divisionsgeneral och chef för franska nordarmén. Efter att ha reorganiserat denna stred han med en viss framgång mot tyskarna i slaget vid Hallue 23 december och i slaget vid Bapaume 2-3 januari 1871, men blev 19 januari 1871 grundligt besegrad av general August von Goeben i slaget vid S:t Quentin. Efter fredsslutet ägnade sig Faidherbe som anhängare av Léon Gambetta och blev 1879 senator. Han har utgett Campagne de l'Armée du Nord en 1870-71 (1871), Le Soudan français (1884), och Le Sénégal (1889).